# Vauxhall D-Type
La D-Type è un'autovettura prodotta dalla Vauxhall dal 1913 al 1922

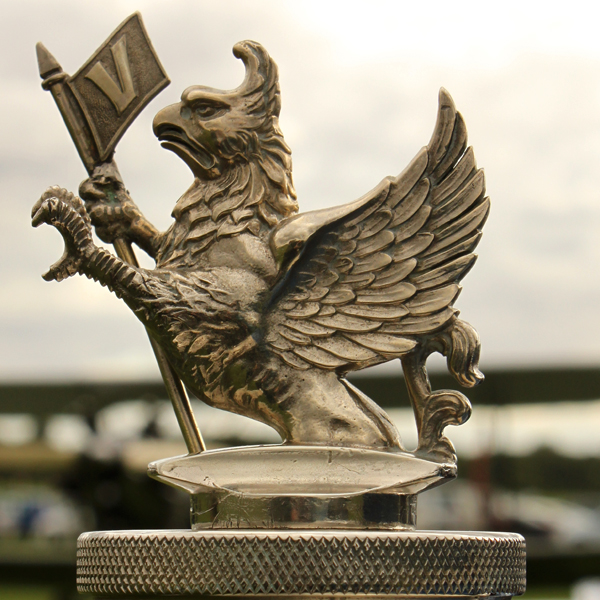
The Vauxhall Griffin from Vauxhall D-type (1920)

. Il nome ufficiale del modello era Vauxhall 25 h.p.. Il termine D-Type si riferiva infatti al codice del telaio.
Più di 1.500 esemplari furono forniti all'esercito britannico per essere usati durante la prima Guerra mondiale come auto per il trasporto degli ufficiali. Ogni vettura era venduta dalla Vauxhall con una garanzia di tre anni, che comprendeva anche delle revisioni periodiche.

## Storia
Nel 1911 la Vauxhall introdusse la C-Type, che ebbe molto successo nelle competizioni e che in seguito divenne conosciuta come "Prince Henry". Molti esemplari di C-Type vennero dotati di una carrozzeria più pesante e di un motore aggiornato. Nacque così la D-Type. La velocità massima raggiunta dal nuovo modello era circa 60 mph (circa 97 km/h).

## Caratteristiche tecniche
Le sospensioni erano formate da balestre semiellittiche e da un assale rigido sia all'avantreno che al retrotreno. Il motore era a quattro cilindri in linea e possedeva un alesaggio di 95 mm ed una corsa di 140 mm. Questo propulsore aveva una cilindrata di 3.969 cm³ ed era montato anteriormente. La trazione era posteriore, ed il moto era trasmesso alle ruote posteriori tramite una frizione multidisco e grazie ad un cambio a quattro rapporti. Motore, frizione e cambio erano montati su un telaietto ausiliario. I freni non agivano sulle ruote anteriori, ma era presente un impianto frenante che era comandato da un pedale e che agiva sulla trasmissione subito dopo il cambio. I freni agenti sulle ruote posteriori erano invece collegati al freno di stazionamento.
Furono prodotti circa 4.500 esemplari di D-Type, incluse 1.556 vetture per le forze armate britanniche. La D-Type fu sostituita nel 1922 dalla 23-60. Questo modello erede era dotato di motore a valvole in testa e di freni sulle quattro ruote.

## Galleria d'immagini

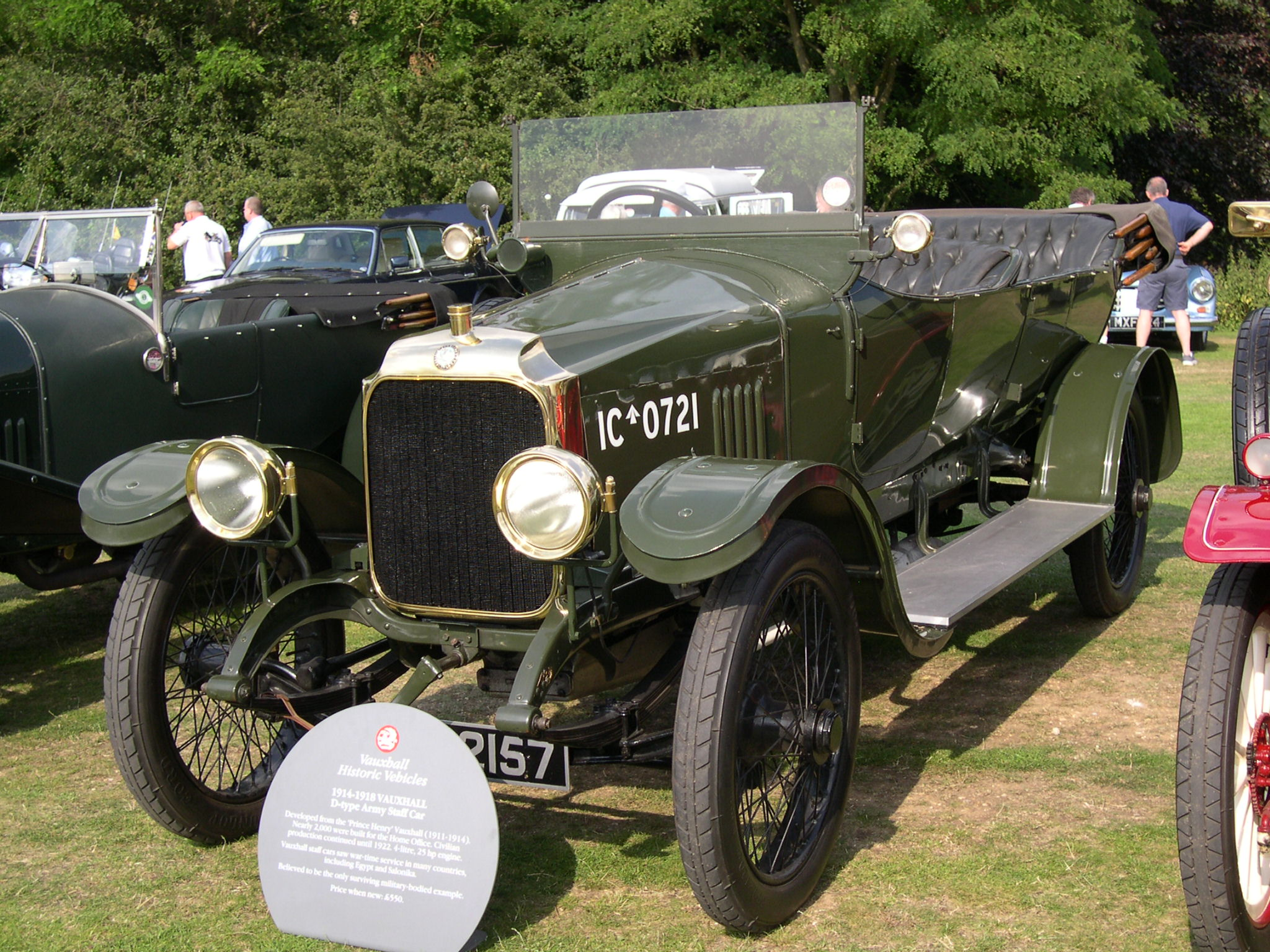
Una D-Type del 1914 versione militare